# Risen (videogioco)
Risen è un videogioco di ruolo sviluppato da Piranha Bytes per PC e Xbox 360 pubblicato da Deep Silver e distribuito da Koch Media nel 2009. 
Come i titoli della serie Gothic (2001-2006) da loro prodotti, il nuovo gioco della compagnia tedesca è a giocatore singolo e multigiocatore, ha una caratterizzazione fantasy ed è ambientato in un periodo medievale fittizio.
Nel 2012 è stato pubblicato un sequel, intitolato Risen 2: Dark Waters, mentre nel 2014 è uscito il terzo capitolo della saga, intitolato Risen 3: Titan Lords.

## Trama
Risen è ambientato su Faranga, un'isola di fantasia ispirata alla Sicilia: l'ambiente è prevalentemente montuoso, con differenti aree climatiche e con vegetazione di tipo mediterraneo che varia da fitti boschi a radure erbose, umide paludi e caverne. 
L'isola è sovrastata da un alto vulcano attivo ed abitata da varie creature fantastiche, inoltre presenta edifici e nomi che rimandano all'inquisizione spagnola in Sicilia e al periodo normanno.
Recentemente, le rovine di antichi templi sono emerse dal terreno, fornendo così accesso ad antiche catacombe e caverne. 
Un gruppo di potere chiamato Inquisizione ha proibito a chiunque l'accesso a tali aree sotterranee.
La storia inizia con un naufrago - protagonista del gioco - che, insieme ad una zingara (Sara), si imbarca come clandestino su una piccola nave diretta all'isola, circondata da perenni tempeste. 
Una volta arrivati, il clandestino vede dal ponte della sua nave, l'Inquisitore Mendoza che ingaggia un combattimento col Titano emerso dalle acque. Quest'ultimo non viene nemmeno scalfito dal colpo di energia scagliato dall'Inquisitore, il quale, consapevole dei limiti delle sue possibilità, fugge tramite teletrasporto magico. 
Il Titano furioso scaglia un'ondata verso la nave del protagonista, che viene sommersa ed affondata. 
L'eroe senza nome si risveglia sulla spiaggia dell'isola dove trova Sara, unica altra superstite del naufragio.
Dopo aver esplorato l'isola ed aver incontrato varie persone, il giocatore deve scegliere la fazione alla quale unirsi:
- Don Esteban. Capeggia un gruppo di banditi che cercano di riprendersi Città del Porto dopo essere stati cacciati dall'Inquisizione.
- Inquisizione con a capo Inquisitore Mendoza. Arriva sull'isola assieme ad un gruppo di soldati dell'Ordine con lo scopo di fare luce sul mistero delle antiche rovine emerse dal terreno.
- Maghi. Precedente gruppo di potere dell'isola, ora asserviti all'Inquisizione.

Ben presto, il giocatore viene coinvolto nei piani di Mendoza, che ha intenzione di entrare nella grotta alla base del Monastero che conduce nel cuore del vulcano. 
La chiave per aprire il portale sono 5 dischi di cristallo disseminati per l'isola - e sarà compito del nostro eroe trovarli.
Aperto il portale, l'Inquisizione dovrà aprirsi la strada tra guerrieri lucertola, sacerdoti non morti, mostri e varie trappole fino a giungere al cospetto di Lord Ursegor, uno spirito - precedentemente un essere umano - che avendo inutilmente tentato di dominare i Titani ne è rimasto vittima, rimanendo imprigionato per l'eternità. 
Sempre lui, spiega che l'ascesa dei Titani è stata resa possibile dal momento in cui gli umani hanno scacciato gli Dei dal mondo. 
Rivela dunque all'eroe che Faranga è immune dalle tempeste a causa della presenza di un Titano del Fuoco prigioniero nelle viscere del vulcano, la cui aura respinge le tempeste causate dagli altri Titani che assediano l'isola e seminano la distruzione sulla terraferma. 
Si viene ora a scoprire il vero piano di Mendoza: prendere il controllo del Titano del Fuoco ed usarne il potere per sconfiggere i restanti; ma, se il Titano del Fuoco verrà spostato dall'isola, quest'ultima non verrà più protetta dalle tempeste che la distruggeranno, uccidendo ogni forma vivente.
Il nuovo compito dell'eroe è ora recuperare l'armatura di Ursegor, i cui pezzi sono sparpagliati per l'isola all'interno delle rovine di vecchi templi, protette da potenti sacerdoti lucertola non morti, poiché solo chi indossa quell'armatura è in grado di affrontare un Titano. 
Dopo averla indossata, è in grado di aprire l'ultimo portale, sebbene costretto ad affrontare ed uccidere Mendoza per salvare l'isola. 
L'ultimo combattimento vede l'eroe affrontare e sconfiggere il Titano del Fuoco.
L'ultima animazione mostra come Faranga sia salva, ma viene chiaramente indicato che gli altri quattro Titani sono ancora padroni della terraferma e sembra di capire che l'eroe senza nome e Patty (figlia del pirata Barba d'Argento) con la quale l'eroe sembra avere una reciproca attrazione, siano destinati ad intraprendere un viaggio per liberare il continente dal dominio dei Titani in un futuro seguito di Risen.

### Introduzione[2]
Nubi nere oscurano il cielo e gli umani si barricano nelle proprie dimore, mentre il vento sibila tra gli scuri. Sta per scoppiare una tempesta senza precedenti. La terra trema e antichi templi sorgono in superficie, portando con sé esseri finora sconosciuti.
Uragani e tifoni infuriano nei mari, tempeste di fuoco investono la terra e migliaia di vite cadono vittima di forze antichissime, originarie di ere dimenticate. Sono tempi bui e la speranza si affievolisce di ora in ora, poiché gli Dei hanno maledetto il mondo. E mentre l'oscurità comincia a calare, gli esseri umani si ritrovano soli.
Pochi territori abitati dall'uomo sono scampati al disastro. l'isola vulcanica dove le onde ti hanno portato dopo il naufragio della tua nave è uno di questi: una forza sconosciuta sembra proteggerla dalla rovina, ma sembra anche indebolirsi ogni giorno di più...
Riuscirai a trovare un modo per impedirne la distruzione? E cosa lega l'isola, i templi e le strane forze che vi operano? Entrerai a far parte della severa Inquisizione, indagando sul segreto dei templi nelle vesti di un combattente dell'Ordine, o ti schiererai con i banditi ribelli rifugiati nella palude? O forse, invece, ti unirai ai maghi che vivono nella fortezza vulcanica, per essere istruito sui segreti della magia...
Il vivido mondo di Risen lascia aperta ogni possibilità, dandoti libertà completa. Puoi risolvere praticamente ogni situazione in diversi modi. Nuovi amici e malvagie creature ti attendono nella fantastica avventura offerta da questo gioco di ruolo, accompagnati da tesori nascosti, trappole letali, enigmi, leggende, segreti e imprevedibili colpi di scena. ll percorso che seguirai e il modo in cui cambierai il destino dell'isola e dei suoi abitanti dipende interamente da te.
L'isola ti attende. E con essa, un'incredibile avventura...

## Modalità di gioco
Risalendo al 2009, Risen si presenta come un RPG vecchio stile: parti come un eroe senza nome con una mazza di legno e due stracci ad armatura 0. 
Avanzando con il gioco, si guadagna esperienza che viene tramutata in punti da poter spendere presso i maestri di diverse abilità (+10 per ogni livello). 
Sostanzialmente, potranno essere spesi per due diversi motivi: guadagnare forza, mana, destrezza; aumentare le abilità di combattimento con spada, con ascia, con bastone, velocità con arco, con balestra, alchimia, fabbro, prospezione, scuoiare, lettura dei sigilli, scrivere pergamene.
Per aumentare il danno dato dall'arma, si può trovarne di nuove oppure fabbricarne, non è possibile potenziarle; diverso è il discorso per la magia, che viene considerata un'abilità e subisce quindi degli upgrade. Lo stesso vale per l'aumento della resistenza ad armi bianche, contundenti, perforanti, fuoco, gelo, magia.
In aggiunta, si possono equipaggiare anelli (2) e amuleti (1) per avere un +1 in un'abilità, aumento delle statistiche e resistenza.
Un altro modo per aumentare le proprie statistiche e guadagnare esperienza è bevendo pozioni particolarmente potenti che è possibile comprare, trovare e creare (alchimia lvl 3).
Essendo un RPG, è indispensabile che la storia sia tua, e per questo viene chiesto al protagonista di compiere scelte che, molto classico, lo faranno inquadrare come "buono" o "cattivo" da parte dei PNG dell'isola. La stessa storia subisce modifiche in base alle scelte prese.
Il sistema di combattimento è macchinoso e, anche in questo caso, molto classico: colpisci, para, schiva. 
Si tenderà verso uno stile di combattimento in particolare in base alla strada scelta (spada, arco, magia...), ma una o l'altra non renderanno il gioco più fluido o semplice. 
Molte volte, nonostante l'installazione del gioco, sarà possibile vedere il personaggio e i nemici bloccarsi per un secondo a causa di una parata ben riuscita, un danno particolarmente elevato o la propria morte tramite un bug.
E' un Open world che permette l'esplorazione totale (tranne che per le aree che riguardano il finale del gioco) e che si autogestisce grazie alle zone a livelli (non espliciti). Capita più volte di dover ritornare in un'area già visitata perché una particolare grotta non si riusciva a visitare per la presenza di nemici troppo potenti. 
Questo è forse quello che permette ad un ambiente ristretto come l'isola di Faranga (su cui si trova tutto il gameplay) di durare un buon 50-60ore di gameplay, tenendo anche conto che, per lo meno in tutto il primo capitolo, non è possibile usare teletrasporti e quindi bisogna farsi a piedi tutta la distanza necessaria.

## Requisiti di sistema (PC)
Minimi:
- OS: Win XP
- CPU: 2.0 GHz
- GPU: Direct X 9.1; Pixel Shader 3.0; 256 MB (GeForce 7900 – ATI 1800)
- RAM: 1 GB
- Hard disk: ~2.5 GB

Consigliati:
- OS Win XP or Vista
- CPU: 3.0 GHz Dual Core
- GPU: Direct X 9.1; Pixel Shader 3.0; 512 MB (GeForce 8800 – ATI Radeon HD 2900)
- RAM: 2 GB
- Hard disk: ~2.5 GB

## Critica
- 8,5 - Giochi per il mio computer (ottobre 2009)
- 81% - The Games Machine (ottobre 2009)
- 8,7 - Multiplayer.it, «Risen - Chi ha paura del bug cattivo?» (28 settembre 2009)
- 8,0 - Spaziogames.it Archiviato il 1º ottobre 2009 in Internet Archive. (28 settembre 2009)
- 8 - Gamesurf (28 settembre 2009)
- 86% - PC Games (settembre 2009)[3]
- 87% - GameStar (settembre 2009)[3]
- 6/10 (generico) 8/10 (appassionati) - www.tomshw.it, «- Risen, il miglior Gothic di sempre, il primo per 360» (9 ottobre 2009)
- 90 - GAME, «- Gothic 4? No... Risen! Archiviato il 10 febbraio 2010 in Internet Archive.»